# Etihad Airways
Etihad Airways (àrab: الإتحاد, al-Ittiḥād) (IATA: EY, OACI: ETD) és una aerolínia dels Emirats Àrabs Units amb les seves oficines centrals a la ciutat d'Abu Dhabi. Opera rutes a l'Orient Pròxim, Europa, Àsia, Austràlia i Amèrica.
La seva base principal es troba a l'Aeroport Internacional d'Abu Dhabi. L'aerolínia va iniciar les seves operacions comercials el novembre de 2003. A principis de 2006, l'aerolínia va celebrar el llançament de la seva 30a destinació internacional en un període de 30 mesos, incloent Brussel·les, Johannesburg i Toronto. Setze noves destinacions, incloent Lahore, Islamabad, Peshawar, Jakarta, Manila, Manchester, París, Dhaka, Casablanca, Doha, Jiddah, Masqat, Kuwait, Khartum i Nova York van ser agregades durant el 2006.
Per 2014 les seves destinacions es troben en els quatre continents i té 82 destinacions directes.
L'aerolínia s'ha mantingut entre els primers 10 llocs de les millors companyies aèries del món segons el Premi a les aerolínies mundials des de 2009 a 2013.

## Flota

### Transport de passatgers i càrrega

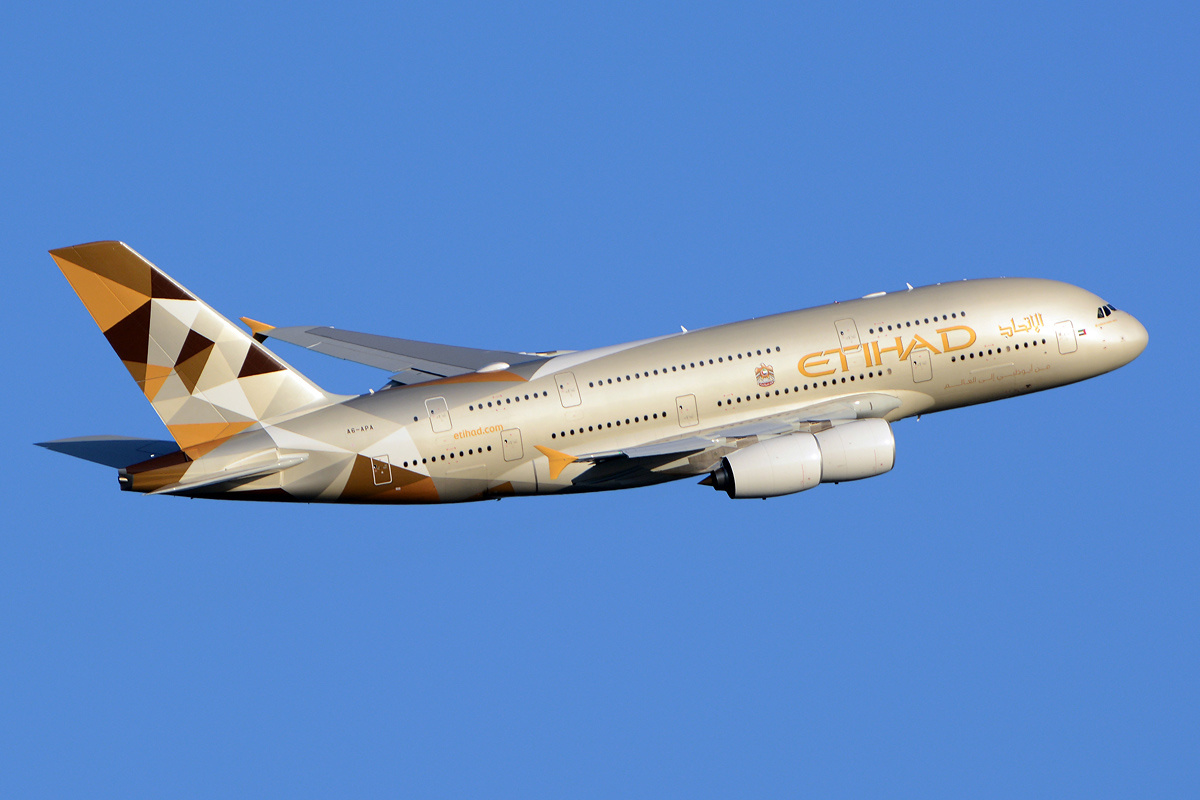
A380-800 d'Etihad.

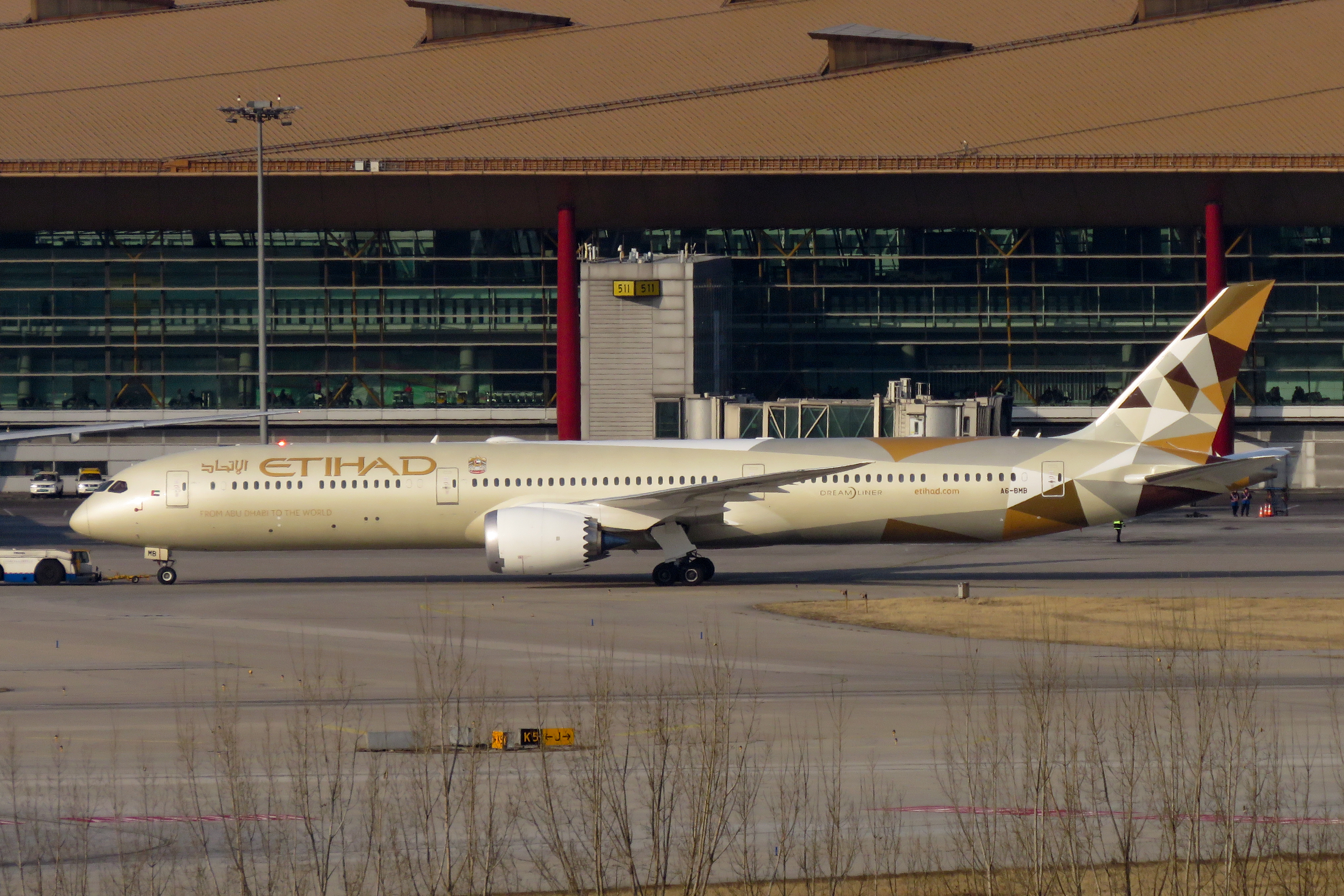
Boeing 787-10 d'Etihad a l'aeroport de Pequín.

La flota d'Etihad Airways consta de les següents aeronaus (febrer 2019):
| Aeronau          | En servei | Encàrrecs | Passatgers         | Passatgers         | Passatgers         | Passatgers         | Passatgers         |
| Aeronau          | En servei | Encàrrecs | P                  | F                  | C                  | Y                  | Total              |
| ---------------- | --------- | --------- | ------------------ | ------------------ | ------------------ | ------------------ | ------------------ |
| Airbus A320-200  | 22        | —         | —                  | —                  | 16                 | 120                | 136                |
| Airbus A321-200  | 10        | —         | —                  | —                  | 16                 | 158                | 174                |
| Airbus A321neo   | —         | 26        | Encara no anunciat | Encara no anunciat | Encara no anunciat | Encara no anunciat | Encara no anunciat |
| Airbus A330-200  | 13        | —         | —                  | —                  | 22                 | 240                | 262                |
| Airbus A330-300  | 3         | —         | —                  | 8                  | 32                 | 191                | 231                |
| Airbus A350-900  | —         | 40        | Encara no anunciat | Encara no anunciat | Encara no anunciat | Encara no anunciat | Encara no anunciat |
| Airbus A350-1000 | —         | 22        | Encara no anunciat | Encara no anunciat | Encara no anunciat | Encara no anunciat | Encara no anunciat |
| Airbus A380-800  | 10        | —         | 2                  | 9                  | 70                 | 417                | 498                |
| Boeing 777-300ER | 19        | —         | —                  | 8                  | 40                 | 280                | 328                |
| Boeing 777-300ER | 19        | —         | —                  | —                  | 40                 | 340                | 380                |
| Boeing 777-300ER | 19        | —         | —                  | —                  | 28                 | 384                | 412                |
| Boeing 777-8     | —         | 8         | Encara no anunciat | Encara no anunciat | Encara no anunciat | Encara no anunciat | Encara no anunciat |
| Boeing 777-9     | —         | 17        | Encara no anunciat | Encara no anunciat | Encara no anunciat | Encara no anunciat | Encara no anunciat |
| Boeing 787-9     | 23        | 19        | —                  | 8                  | 28                 | 199                | 235                |
| Boeing 787-9     | 23        | 19        | —                  | —                  | 28                 | 271                | 299                |
| Boeing 787-10    | 5         | 25        | —                  | —                  | 32                 | 304                | 336                |
| Flota de càrrega |           |           |                    |                    |                    |                    |                    |
| Boeing 777F      | 6         | —         | Càrrega            | Càrrega            | Càrrega            | Càrrega            | Càrrega            |
| Total            | 111       | 157       |                    |                    |                    |                    |                    |